# Mary-Margaret McMahon
Pour les articles homonymes, voir McMahon.
Mary-Margaret McMahon, née le 6 juillet 1966), est une femme politique provinciale canadienne de l'Ontario.
Elle est députée provinciale libérale de la circonscription ontarienne de Beaches—East York depuis 2022.

## Biographie
Née à Collingwood en Ontario, elle est la fille d'une famille de quatre enfants dont le père est l'ancien maire de Collingwood Ron Emo. McMahon enseigne l'anglais comme langue seconde et travaille comme activiste communautaire.

## Carrière politique
McMahon entame une carrière politique en devenant conseillère municipale du ward #32 Beaches—East York à la suite de l'élection municipale de 2010 en se décrivant comme environnementaliste fiscalement responsable et en délogeant la présidente du conseil municipal (en) de Toronto Sandra Bussin (en),. Réélue en 2014, elle annonce en octobre 2017 ne pas vouloir se représenter en 2018. Lors de la campagne de 2010, elle promet ne pas vouloir faire plus de deux mandats et tente de faire voter deux motions appelant à limiter leur nombre pour les conseillers, mais toutes deux sont défaites.
Annonçant sa candidature pour la nomination libérale provinciale dans Beaches—East York en octobre 2020, elle est élue en 2022.